# Észak-macedóniai forgalmi rendszámok

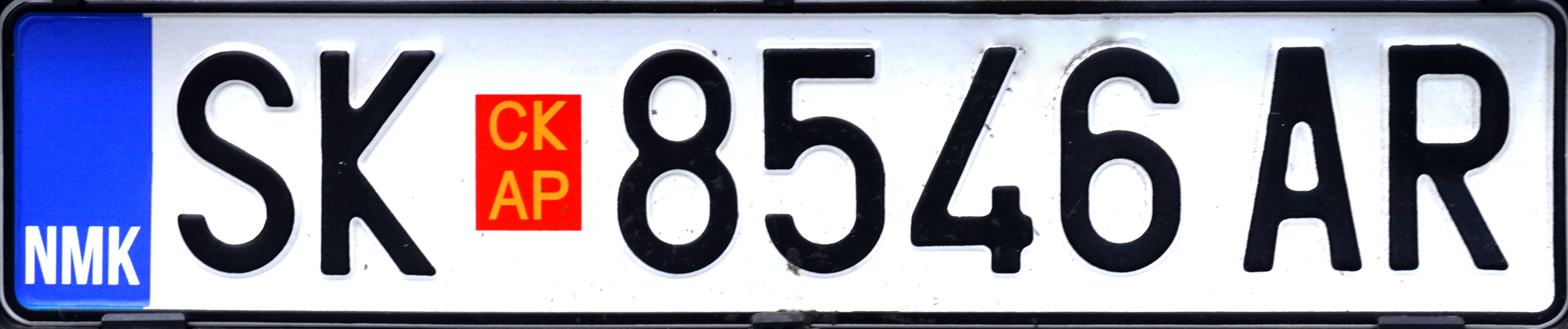
Jelenlegi észak-macedóniai forgalmi rendszám

Észak-Macedónia (Macedónia) 1991-ben szakadt el Jugoszláviától, majd az 1993-tól használják a jugoszláv rendszámok helyett a saját macedón forgalmi rendszámot.
A macedón ábécé latin betűi szerepelhetnek a rendszámokon, kivéve a digráf kapcsolatokat és az latin ábécétől eltérő karaktereket: Lj, Nj, Dz, Dž és Ǵ, Ž, Ḱ, Č, Š betűket. Tehát 22 fajta betű előfordulása lehetséges. A táblákon láthatóak a karakterek cirill betűs átiratai is.

## Történelmi rendszámok

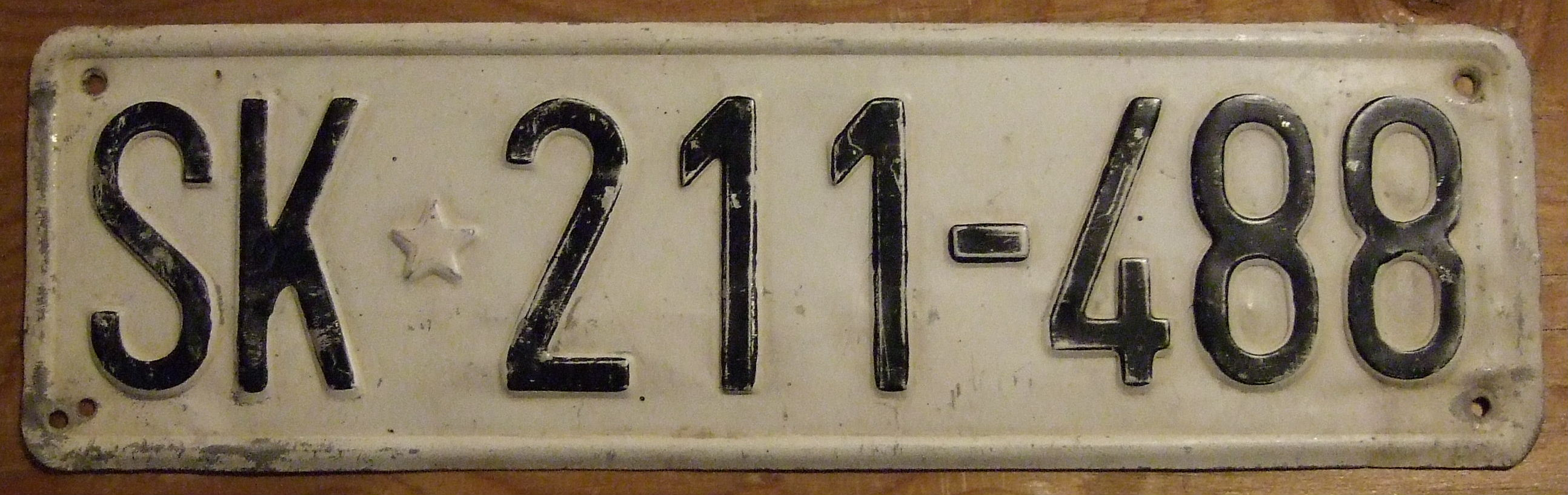
Régi jugoszláv rendszám
SK = Skopje

### Jugoszláv rendszám
Macedónia jelenlegi formájában 1991-ben nyerte el függetlenségét Jugoszláviától. Addig az ott rendszeresített formátum futott az utakon. Általános formája fehér alapon fekete karakterekkel írt, két betű (területjelölő kód) – vörös csillag – két, vagy három számkód – kötőjel – két, vagy három számkód volt (pl.: SK*25-56, SK*256-987)
Észak-Macedónia területére eső volt jugoszláv területkódok: GV, KU, OH, PP, SK, SR, ŠT, TE, TV.

## Jelenlegi rendszámok

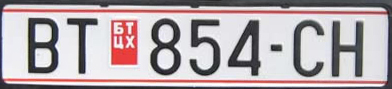
1993-as rendszám
BT = Bitola

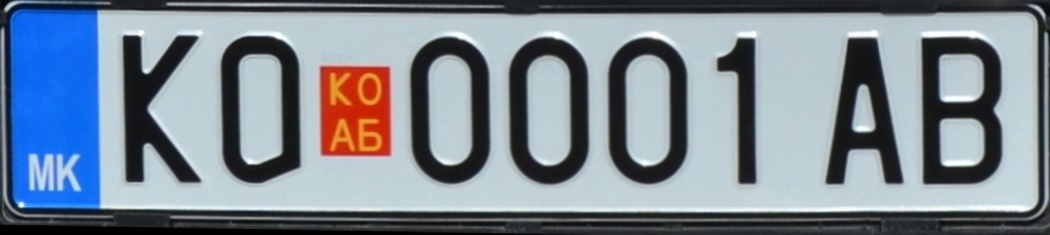
2012-es rendszám
KO = Kočani

### 1993-as sorozat
Az 1993-ben bevezetett új rendszám szakított az addigi régi jugoszláv rendszámok formátumával.
A normál, általánosan használt rendszám fehér alapon fekete karakterekkel írt, latin betű átírással (területkód) – vörös négyzet – maximum négy, három számkód – kötőjel – két betű, melyből az utolsó szám is lehet (pl.: SK*256-AB). A területkód és a sorozatszámok között egy vörös téglalapban fehérrel írva a rendszámon szereplő latin betűk (cirill betűs megfelelői láthatók. A rendszám alsó és felső szélén egy-egy vörös csík látható.
Méretei megfelelnek az európai szabványnak: az egysoros 520 mm * 120 mm; a kétsoros: 340 mm * 220 mm.
Lehetőség van személyre szabott rendszámok vásárlására is, ezeknél a sorozatszám helyén található a választott felirat.

### 2012-es sorozat
A tábla bal szélén – az Európai Unió országaiban megszokott módon, ám csillagok nélkül – kék színű sáv található fehér NMK (2019-től) felirattal, ami Észak-Macedónia nemzetközi gépkocsijelzése.
2012-től a rendszámon egy karakterrel több szerepel. Tehát a területjelölő kód és a piros négyzet után négyjegyű számkód és két betűjelölés következik, továbbá nincs kötőjel a számsor és a betűsor között (pl.: SK*2567 GF). A szabvány tábla mérete 520,5×112,9 mm. Ezzel egy időben a rendszám kerete feketére változott. Más paramétereiben a rendszám megegyezik az 1993-as eredetijével.

#### Területi betűkódok
A 1993-tól bevezetett új macedón rendszámtáblákon első két karaktere egy területkód. A rendszámon 31-féle kód jelenhet meg, melyek egy, vagy több községet (општина, opština) jelentenek.
(A központok nevei a macedón átírás szerint láthatóak.)

A macedón forgalmi rendszámok betűkódjainak földrajzi helyzete (2015-től)

| Kód  | Kód  | Központ             | Község(ek) |
| Lat. | Cir. | Központ             | Község(ek) |
| ---- | ---- | ------------------- | --- |
| BE   | БЕ   | Berevo              | Berovo, Pehcsevo |
| BT   | БT   | Bitola              | Bitola, Demir Hiszar, Kruševo, Mogila, Novaci                                                                                    |
| DB   | ДБ   | Debar               | Debar, Centar Zsupa |
| DE   | ДE   | Delčevo             | Delcsevo |
| DK   | ДK   | Demir Kapija        | Demir Kapija |
| GE   | ГE   | Gevgelija           | Bogdanci, Dojran, Gevgelija |
| GV   | ГВ   | Gostivar            | Gosztivar, Mavrovo i Rosztusa, Vrapcsiste                                                                                        |
| KA   | КA   | Kavadarci           | Kavadarci, Roszoman |
| KI   | КИ   | Kičevo              | Kicsevo, Plasznica |
| KO   | КО   | Kočani              | Csesinovo-Oblesevo, Kocsani, Zrnovci                                                                                             |
| KP   | КП   | Kriva Palanka       | Kriva Palanka, Rankovce |
| KR   | КР   | Kratovo             | Kratovo |
| KU   | КУ   | Kumanovo            | Kumanovo, Lipkovo, Sztaro Nagoricsane                                                                                            |
| MB   | МБ   | Makedonski Brod     | Makedonszki Brod, Plasznica |
| MK   | МK   | Makedonska Kamenica | Makedonszka Kamenica |
| NE   | НE   | Negotino            | Negotino |
| OH   | ОХ   | Ohrid               | Debarca, Kumanovo |
| PP   | ПП   | Prilep              | Dolneni, Krivogastani, Prilep |
| PS   | ПС   | Probištip           | Probistip |
| RA   | РА   | Radoviš             | Koncse, Radovis |
| RE   | РЕ   | Resen               | Reszen |
| SK   | СК   | Skopje              | Szkopje városi községei: Aerodrom, Butel, Centar, Csair, Gazi Baba, Gjorcse Petrov, Karpos, Kiszela Voda, Suto Orizari és Szaraj |
| SN   | СН   | Sveti Nikole        | Lozovo, Szveti Nikole |
| SR   | СР   | Strumica            | Boszilovo, Novo Szelo, Sztrumica, Vaszilevo                                                                                      |
| ST   | СТ   | Štip                | Karbinci, Stip |
| SU   | СУ   | Struga              | Sztruga |
| TE   | ТE   | Tetovo              | Bogovinye, Brvenica, Jegunovce, Tearce, Tetovo, Zselino                                                                          |
| VA   | ВА   | Valandovo           | Valandovo |
| VE   | ВЕ   | Veles               | Csaska, Gradszko, Velesz |
| VI   | ВИ   | Vinica              | Vinica |
| VV   | ВВ   | Vevčani             | Vevcsani |

## Speciális formátumok
A normál rendszámok mellett Észak-Macedóniában is található számos különleges, speciális rendeltetésű rendszám is, melyek a következők:

### Ideiglenes

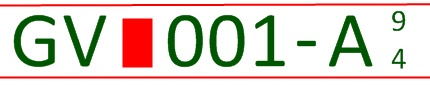
Ideiglenes rendszám

A jelenleg használt rendszámok lényegében megegyeznek a normál formátumúakkal, azzal a különbséggel, hogy az utolsó sorozatszám helyett az érvényesség évének utolsó két karaktere található egymás alatt, továbbá zöld karakterűek, pl.: SK*012-A 17.

### Próba

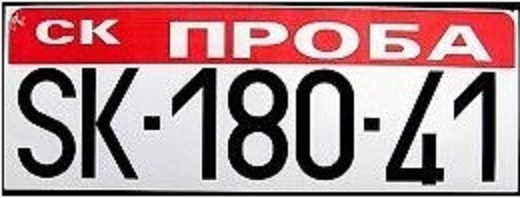
Próba rendszám

Rövid távú ideiglenes rendszámként használják és papírból készülnek. A területkódot követően öt karakterű rendszám, melyből mindegyik szám. A rendszám felső részén a ПРОБА (Proba) felirat látható.

### Túlmeretes járművek

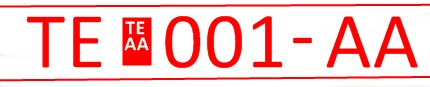
Nehéz gépjárművek rendszáma

Extrém túlsúlyos tehergépjárműveken és pótkocsikon használják, 40 tonna fölött.
A jelenleg használt rendszámok lényegében megegyeznek a normál formátumúakkal, azzal a különbséggel, hogy a rendszám vörös karakterekkel írtak.

### Rendőrségi
A jelenleg használt rendszámoknál, a karakterek kék színűek, valamint csak hat darab szám található benne, a rendőrség címerével együtt, pl.: 012*345. A hátsó rendszám számkódos a rendőrségnél, az elsőn, egy rendőrség Полициа (Police) felirat látható, macedón és angol nyelven.

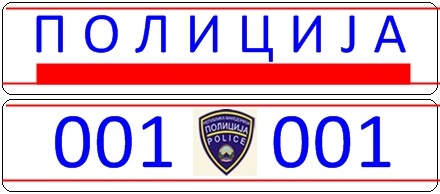
A rendszám
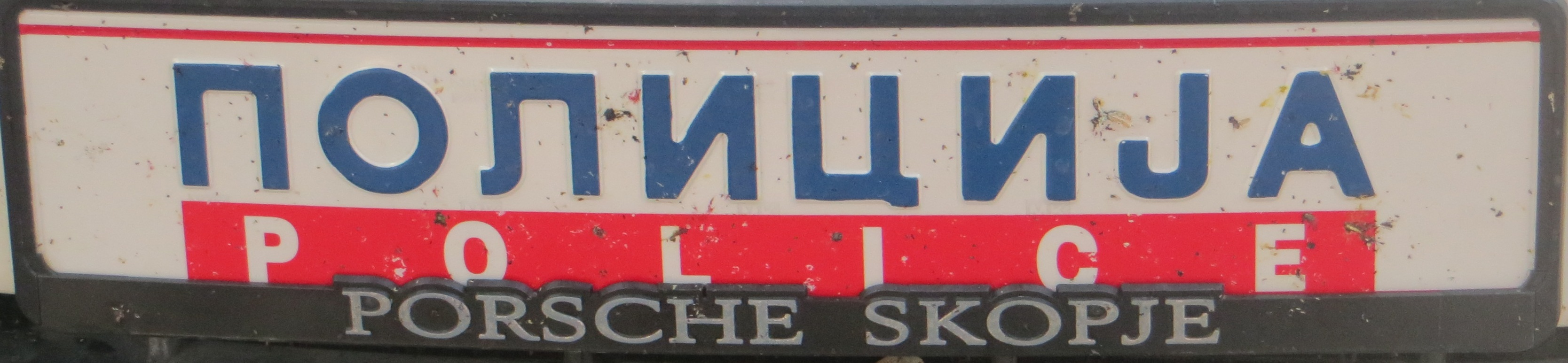
Első
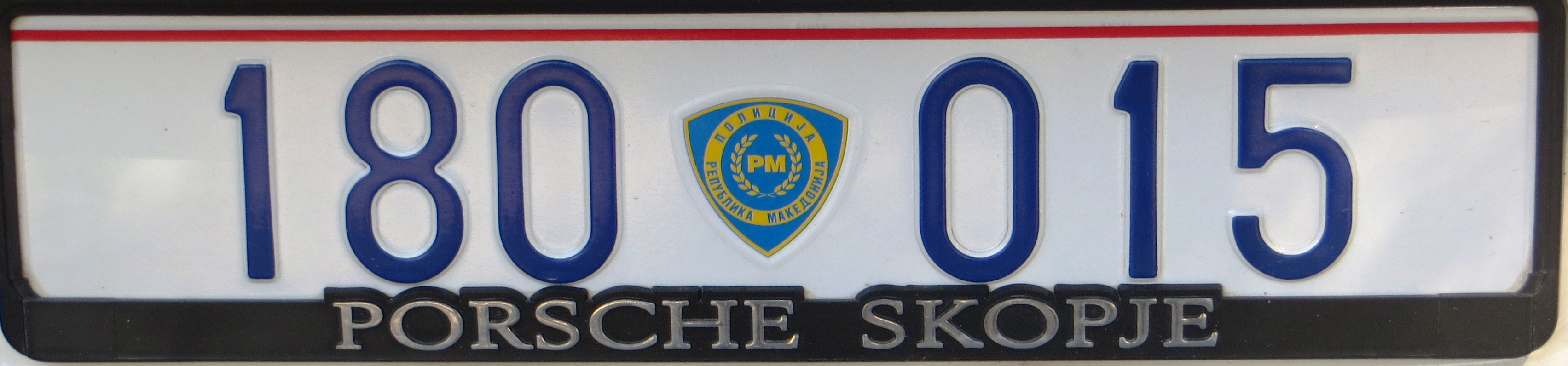
Hátsó

### Diplomáciai

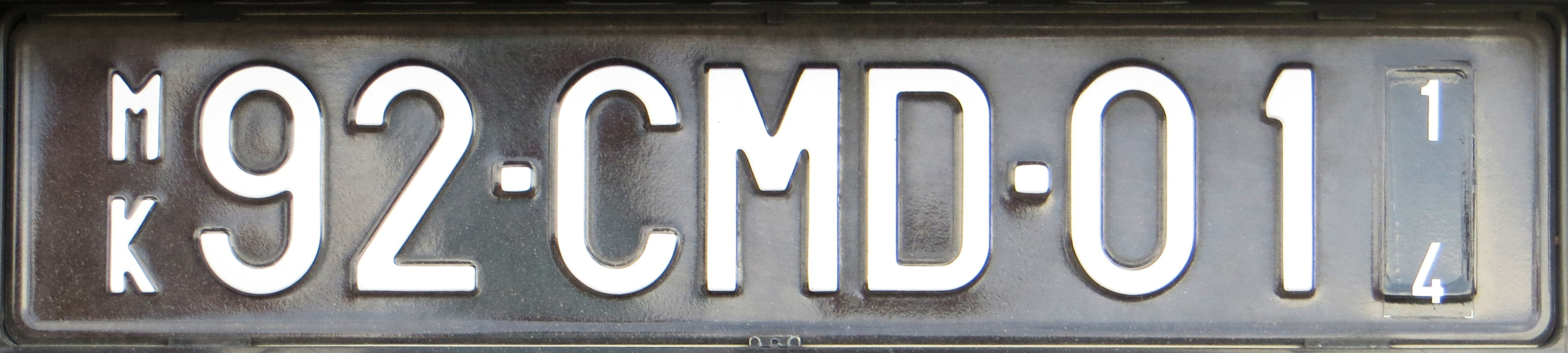
Diplomata rendszám

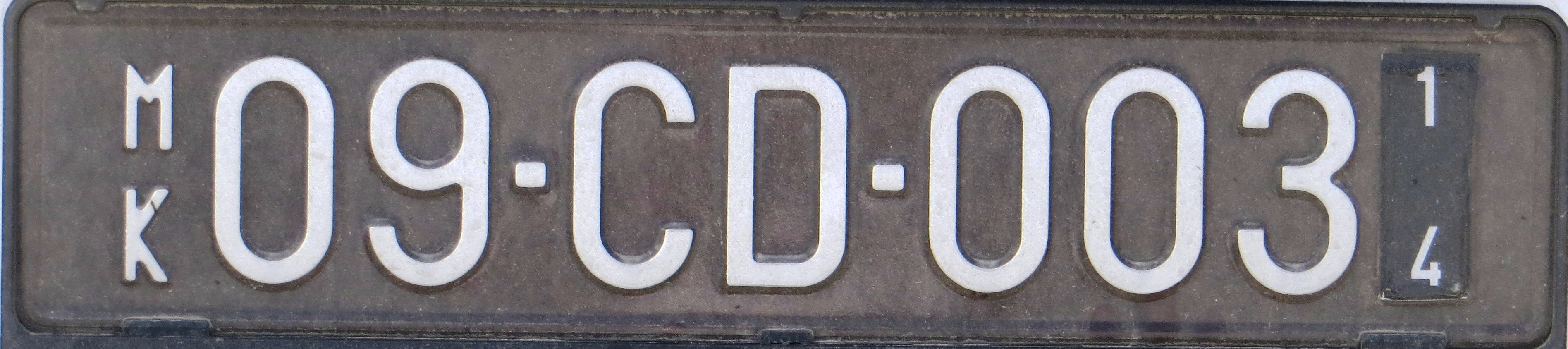
Konzuli rendszám

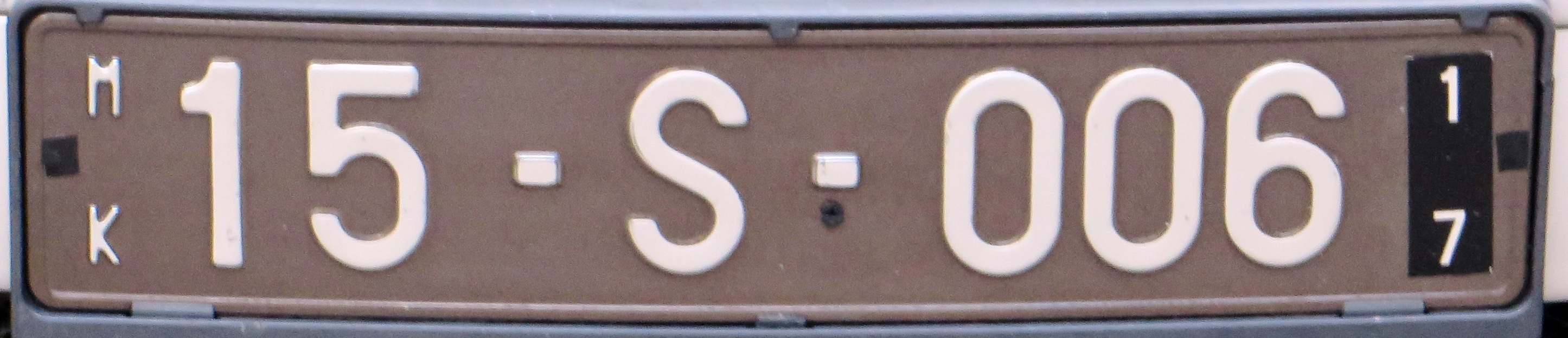
Nem diplomata személy rendszáma

A rendszám fekete alapon fehér karakterekkel írt, amelyet egy országkód (maximum három szám) – szóköz – diplomáciai kóddal (maximum három betű) – szóköz – maximum három szám kombinációja követ. Méretei megegyeznek a normál rendszáméival, bal szélén nincsen Euroband, csak egy kétsoros Macedón autójelzés pl. MK01*CC*00119.
A diplomáciai kód a következő lehet:
- CDM – Diplomáciai misszió vezetője
- CD – Diplomáciai testület tagja (1996 előtt A-s jelölés volt használatban)
- CC – Konzulátusi testület tagja
- S – Nem diplomáciai személy (1996 előtt E jelölés)
- M – 1996 óta nem használjak, a külföldön szolgálaton lévő személyt jelenti

Diplomáciai számkódok táblázata:
| Kód                    | Ország                 | Kód | Ország                  | Kód                     | Ország                  |
| ---------------------- | ---------------------- | --- | ----------------------- | ----------------------- | ----------------------- |
| Ország vagy szervezet: | Ország vagy szervezet: | 36  | Európai Unió            | 73                      | Örményország            |
| 01                     | Szlovénia              | 37  | Máltai lovagrend        | 74                      | Fehéroroszország        |
| 02                     | Törökország            | 38  | Ukrajna                 | 75                      | Egyesült Arab Emírségek |
| 03                     | Egyesült Királyság     | 39  | Szlovákia               | 76                      | Burkina Faso            |
| 04                     | Németország            | 40  | Ausztrália              | Nemzetközi szervezetek: | Nemzetközi szervezetek: |
| 05                     | Dánia                  | 41  | Grúzia                  | 79                      | EUPOL PROXIMA           |
| 06                     | Kína                   | 42  | Írország                | 81                      | EAR                     |
| 07                     | Bulgária               | 43  | Ghána                   | 82                      | UNMIK                   |
| 08                     | Svédország             | 44  | Montenegró              | 85                      | WHO                     |
| 09                     | Franciaország          | 45  | Moldova                 | 86                      | NATO                    |
| 10                     | Svájc                  | 46  | Litvánia                | 87                      | IOM                     |
| 11                     | Hollandia              | 47  | Kuvait                  | 88                      | WFP                     |
| 12                     | Albánia                | 48  | Vietnám                 | 89                      | ICRC                    |
| 3                      | Belgium                | 49  | Katar                   | 90                      | EKB                     |
| 14                     | Bosznia-Hercegovina    | 50  | Pakisztán               | 91                      | UNHCR                   |
| 15                     | Oroszország            | 51  | Azerbajdzsán            | 92                      | OSCE                    |
| 16                     | Olaszország            | 52  | Peru                    | 93                      | UNICEF                  |
| 17                     | Finnország             | 53  | Lettország              | 94                      | GIZ                     |
| 18                     | Japán                  | 55  | India                   | 95                      | ENSZ                    |
| 19                     | Románia                | 56  | Uruguay                 | 96                      | IMF                     |
| 20                     | Csehország             | 57  | Izland                  | 97                      | Világbank               |
| 21                     | Spanyolország          | 58  | Marokkó                 | 100                     | Európa Tanács           |
| 22                     | Ausztria               | 59  | Koszovó                 | 101                     | UNDP                    |
| 23                     | Horvátország           | 60  | Vatikán                 | 102                     | Goethe Intézet          |
| 24                     | Egyiptom               | 61  | Jordánia                |                         |                         |
| 25                     | USA                    | 62  | Indonézia               |                         |                         |
| 26                     | Dél-Korea              | 63  | Észtország              |                         |                         |
| 27                     | Görögország            | 64  | Gabon                   |                         |                         |
| 28                     | Magyarország           | 65  | Mongólia                |                         |                         |
| 29                     | Szerbia                | 66  | Dél-afrikai Köztársaság |                         |                         |
| 30                     | Irán                   | 67  | Guinea                  |                         |                         |
| 31                     | Lengyelország          | 68  | Banglades               |                         |                         |
| 32                     | Thaiföld               | 69  | Kuba                    |                         |                         |
| 33                     | Kanada                 | 70  | Szaúd-Arábia            |                         |                         |
| 34                     | Norvégia               | 71  | Angola                  |                         |                         |
| 35                     | Izrael                 | 72  | Togo                    |                         |                         |